# Kleonai

Lage von Kleonai

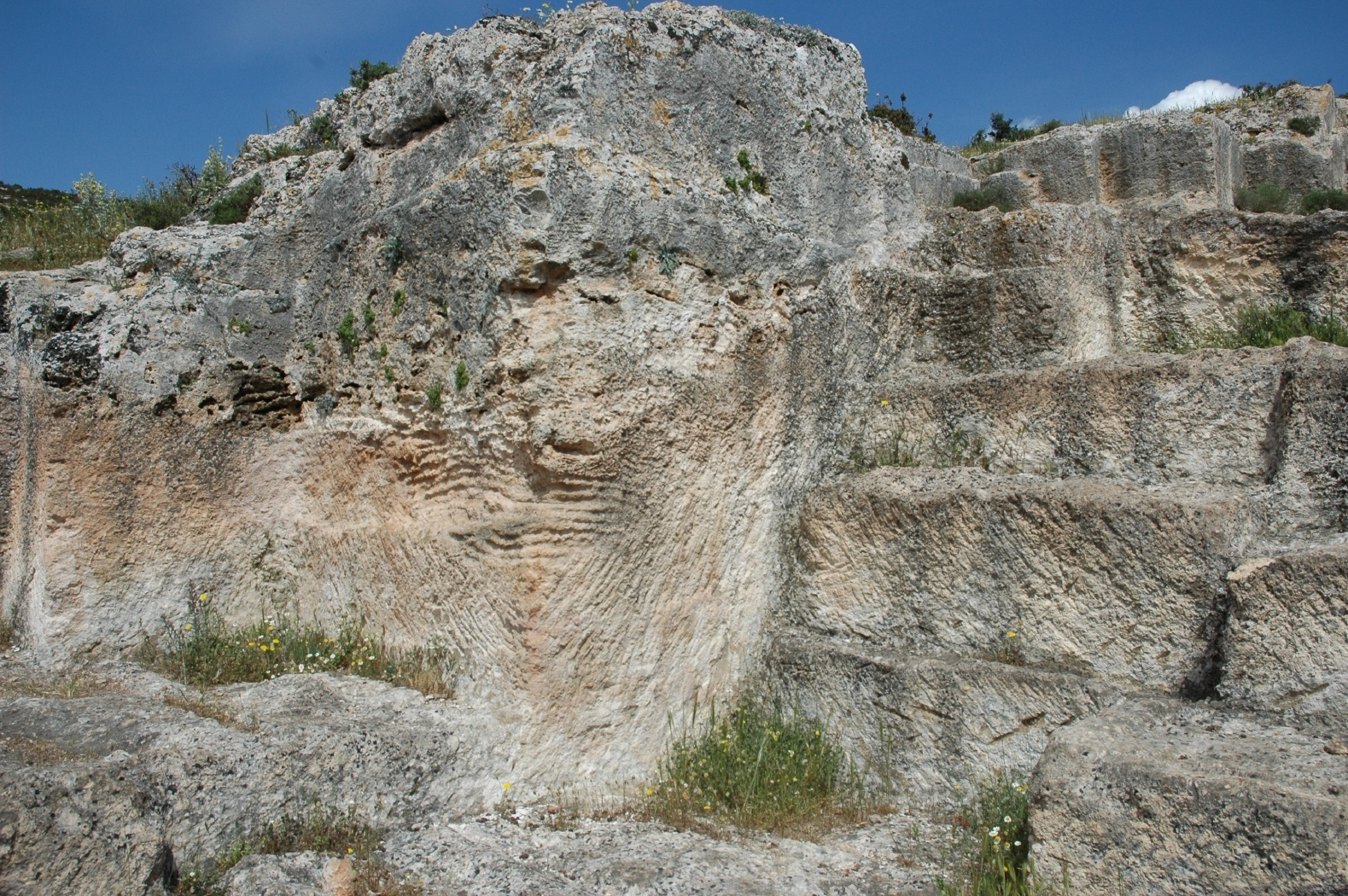
Der antike Steinbruch

Kleonai (altgriechisch Κλεωναί) ist eine 13 km südwestlich von Korinth gelegene antike griechische Stadt und war wahrscheinlich bereits im Späthelladikum besiedelt. Es liegt etwa 1,6 km östlich des heutigen Ortes Archees Kleones. Die Stadt hatte im frühen 4. Jahrhundert v. Chr. eine Bevölkerung von etwa 8000 Einwohnern und beherrschte die Straße vom Isthmos von Korinth ins Innere der Peloponnes. Bis zum Verlust der Selbständigkeit im 4. Jahrhundert v. Chr. an Argos hatte sie die Kontrolle über die Nemeischen Spiele. Heute sehenswert sind vor allem der antike Steinbruch, der Baumaterial für das nahe gelegene Heiligtum von Nemea lieferte sowie die Überreste eines Tempels, der höchstwahrscheinlich mit dem von Diodor erwähnten Tempel des Herakles zu identifizieren ist.

## Überlieferung und Geschichte
Kleonai soll nach Kleones, einem Sohn des Pelops oder nach Kleone, einer Tochter des Flusses Asopos benannt sein. Als Herakles nach Kleonai kam, wurde er von dem Tagelöhner Molorchos aufgenommen. Dieser opferte Zeus, dem Retter, nachdem Herakles den Nemeischen Löwen getötet hatte. In Kleonai tötete Herakles auch die Siamesischen Zwillinge Kteatos und Eurytos, da sie beim Kampf gegen Augias dem Rivalen beistanden. Nach Homer nahm Kleonai am Trojanischen Krieg teil und gehörte zum Machtbereich des mykenischen Herrschers Agamemnon.
Bei der Eroberung der Peloponnes durch die Herakleiden flohen die Einwohner aus Kleonai und siedelten später in Klazomenai. Von nun an war die Stadt dorisch. Die Nachkommen des Temenos flohen im 7. Jahrhundert v. Chr. vor Pheidon aus Argos nach Kleonai. Im 6. Jahrhundert v. Chr. war sie wohlhabend, hatte ein eigenes Alphabet und wurde von aristokratischen Oligarchen regiert. 573 v. Chr. stiftete Kleonai zusammen mit Argos die Nemeischen Spiele.
Vermutlich im Laufe des 5. Jahrhunderts v. Chr. erhielt Kleonai eine demokratische Verfassung. Die Stadt blieb unabhängig, bis sie 470 v. Chr. von Korinth besiegt wurde. Von nun an begab sie sich in die Obhut von Argos. Als Argos 468/7 v. Chr. Mykene belagerte unterstützten sie die Kleonaier und als die Stadt fiel flohen viele Einwohner nach Kleonai. Um 460 v. Chr. wurde Kleonai von Sparta angegriffen. Bei der Schlacht von Tanagra im Jahre 457 v. Chr. kämpfte Kleonai an der Seite von Athen und Argos. Die Gefallenen aus Argos und Kleonai erhielten ein Staatsbegräbnis auf dem Athener Friedhof am Kerameikos.
Im Jahr 430 v. Chr. während des Peloponnesischen Kriegs brach in der Stadt wie auch in Athen die Pest aus. Man befolgte eine Weissagung der Pythia und opferte bei Sonnenaufgang einen Widder. Als die Seuche besiegt war weihte man einen bronzenen Widder in Delphi. 418 v. Chr. zerstörte Sparta das Heiligtum von Nemea und Argos richtete übergangsweise die Spiele aus. Im gleichen Jahr kämpfte Kleonai in der Ersten Schlacht von Mantineia an der Seite von Argos und Athen. 414 v. Chr. zog Sparta gegen Kleonai, da es jedoch ein Erdbeben gab, zogen sie wieder ab. Nach der Schlacht bei Leuktra im Jahre 371 v. Chr. kam es zwischen Kleonai und Korinth zu Feindseligkeiten. Nach 338 v. Chr. baute Argos den Tempel von Nemea wieder auf und richtete für kurze Zeit die Nemeischen Spiele aus. Ende des 4. Jahrhunderts gelangte Kleonai in stärkere Abhängigkeit von Argos.
Zwischen 270 und 260 v. Chr. wurden die Nemeischen Spiele zusammen mit den Heraia in Argos abgehalten. 235 v. Chr. besiegte Aratos von Sikyon den Tyrann Aristippos II. von Argos in der Schlacht von Kleonai und eroberte die Stadt, die nun ihre Eigenständigkeit wieder erlangte und dem Achaiischen Bund beitrat. Kleomenes III. kontrollierte 223 v. Chr. die Stadt. 197 v. Chr. verheerte Androsthenes von Korinth das Kleonaiische und umliegende Land. Nikostratos, der Prätor des Archaischen Bunds konnte ihn jedoch besiegen und vertreiben. Nach der Zerstörung Korinths durch die Römer im Jahre 146 v. Chr. kam der Niedergang von Kleonai. Als Pausanias den Ort im 2. Jahrhundert besuchte, fand er eine "nicht große Stadt" vor doch noch im 3. Jahrhundert n. Chr. prägte sie eigene Münzen. Kleonai existierte bis in Frühbyzantinische Zeit und wurde zu einer nicht näher bekannten Zeit verlassen.

## Erforschung

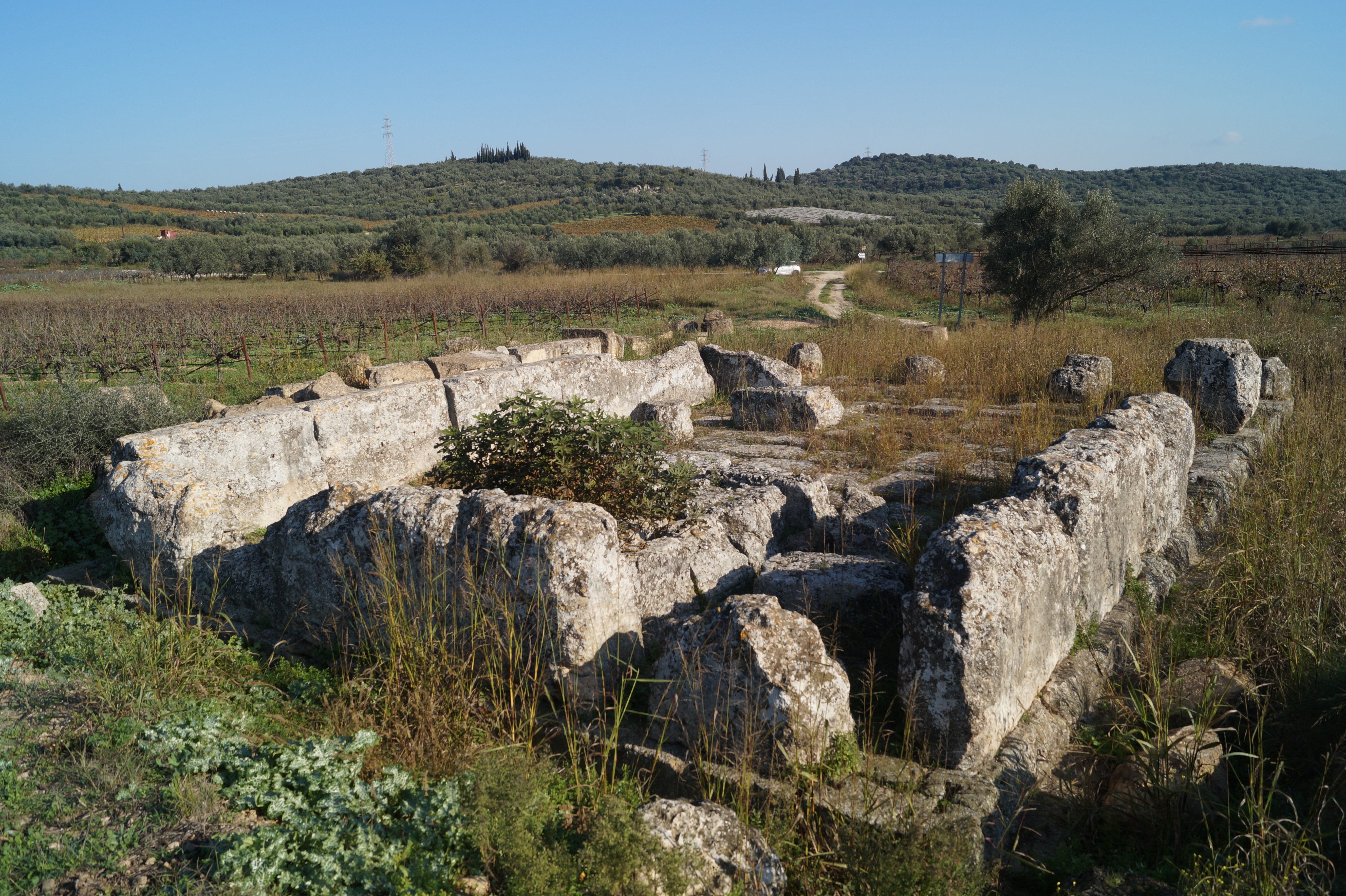
Der Tempel des Herakles. Im Hintergrund sieht man in der Mitte die Akropolis, links den Stadthügel und rechts die Untere Akropolis

Als Charles Robert Cockerell 1811 den Ort besuchte, fand er die Überreste des Heraklestempels neben den Ruinen des Chani Kurtessa. 1912 legte August Frickenhaus unter Leitung von Georgios P. Oikonomos zunächst das Heiligtum auf der sogenannten Unteren Akropolis frei. Danach entdeckte er auf der Agora in der Unterstadt einige Exedrensteine und außerhalb der Stadtmauer untersuchte er den Heraklestempel. Der Ausbruch der Balkankriege verhinderte jedoch die weitere Untersuchung und durch seinen frühen Tod im Jahr 1925 blieben Frickenhaus' Grabungsbefunde unveröffentlicht. Seit 2000 werden in Kleonai von der Universität Trier unter der Leitung von Torsten Mattern weitere Untersuchungen durchgeführt. In den Jahren 2000–2001 wurde der Tempel erneut freigelegt und die Architekturreste aufgenommen. 2002–2005 wurde erneut das Heiligtum auf der Unteren Akropolis und von 2005–2006 der nördliche Bereich erforscht. Außerdem wurde 2006 die Untere Akropolis geophysikalisch erfasst und auf der Agora ausgegraben. In den Jahren 2008 und 2009 wurde durch Begehung ein größeres Gebiet einbezogen. Andreas Vött von der Universität zu Köln führte geoarchäologische Bohrungen durch.

## Beschreibung
Kleonai herrschte über einen etwa 135 km² großen Bereich, der im Norden bis zum Berg Apesas, im Westen bis zum Heiligtum von Nemea, im Süden bis zum Arachneogebirge und im Osten bis zur Stadt Tenea reichte. Hier verliefen wichtige Handelsrouten von Korinth und vom Isthmos von Korinth in die Argolis, nach Phleius und ins Innere der Peloponnes. Etwa 400 m nördlich von Kleonai fließt der Fluss Longopotamos, der bei dem heutigen Kato Assos in den Golf von Korinth mündet.
Kleonai wurde auf zwei Hügeln erbaut, wobei auf dem östlichen etwa 80 × 180 m großen Hügel die Akropolis lag. Eine ausgedehnte Terrasse südöstlich der Akropolis wird als Untere Akropolis bezeichnet. Eine erste Stadtmauer umschloss zunächst nur die Akropolis einschließlich dieser Terrasse. Später wurden auch der westliche Stadthügel und die südliche Unterstadt einbezogen. Die 2,3 km lange Mauer schloss nun ein Stadtgebiet von 35 ha ein. Der Verlauf der Stadtmauer kann heute noch größtenteils leicht nachvollzogen werden. Frühe Reisende sahen noch Mauern aus polygonalem Mauerwerk mit Türmen. Auch heute sind noch einige Mauerzüge erhalten.
Der von Pausanias erwähnte Athena-Tempel auf der Akropolis konnte bisher noch nicht lokalisiert werden. Er beherbergte eine Athene-Statue der Bildhauer Dipoinos und Skyllis. Nur die Fundamente eines mittelalterlichen Turmes konnten bisher auf dem höchsten Punkt der Akropolis entdeckt werden. Er hatte eine Grundfläche von 8 × 5 m und wurde aus Spolien errichtet. Auf dem westlichen Hügel fand man in einem 300 × 250 m großen Bereich früh- und spätmykenische Tonscherben (SH I/II–IIIB; 1500–1190 v. Chr.).

### Untere Akropolis

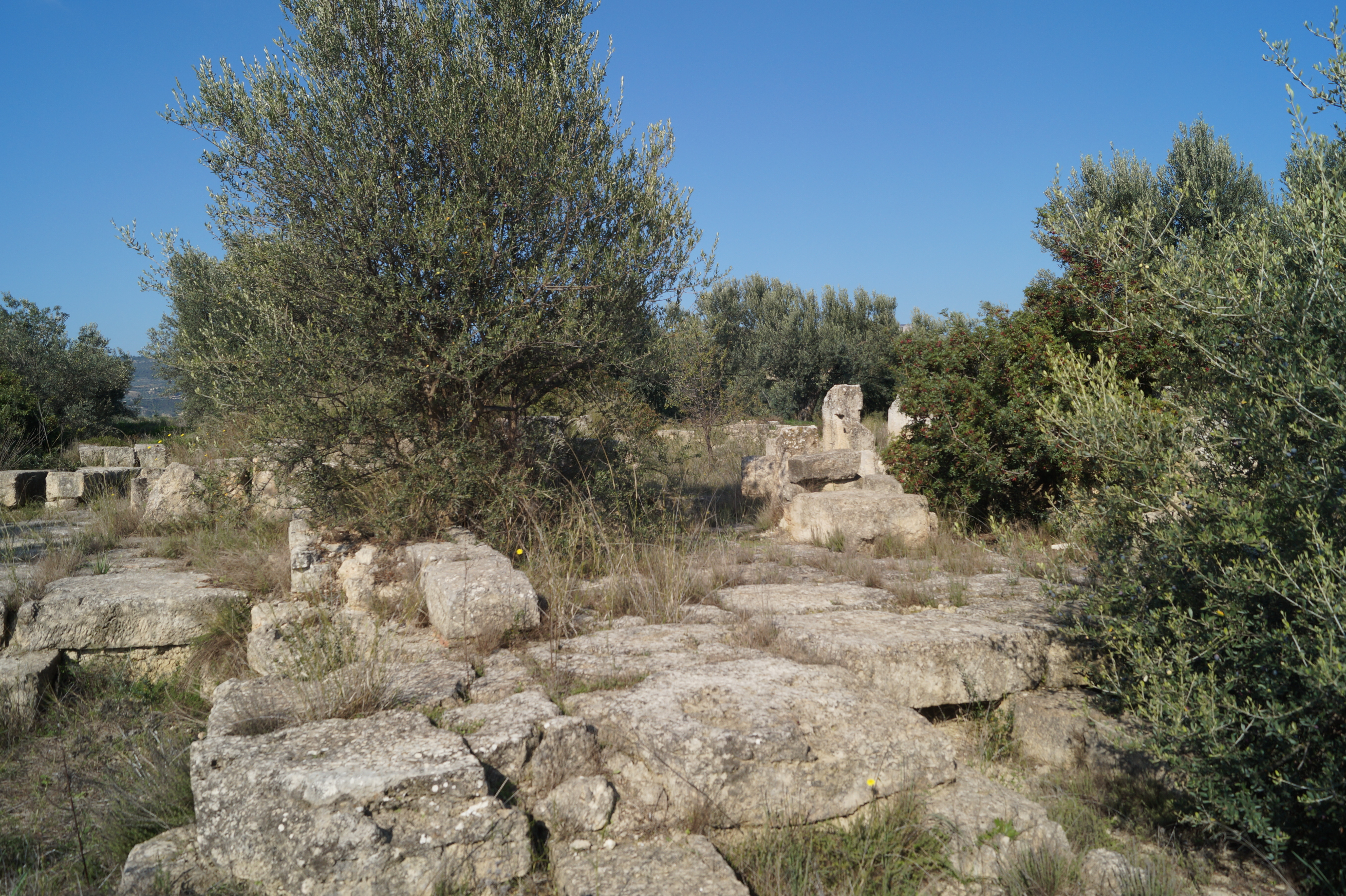
Heiligtum auf der Unteren Akropolis

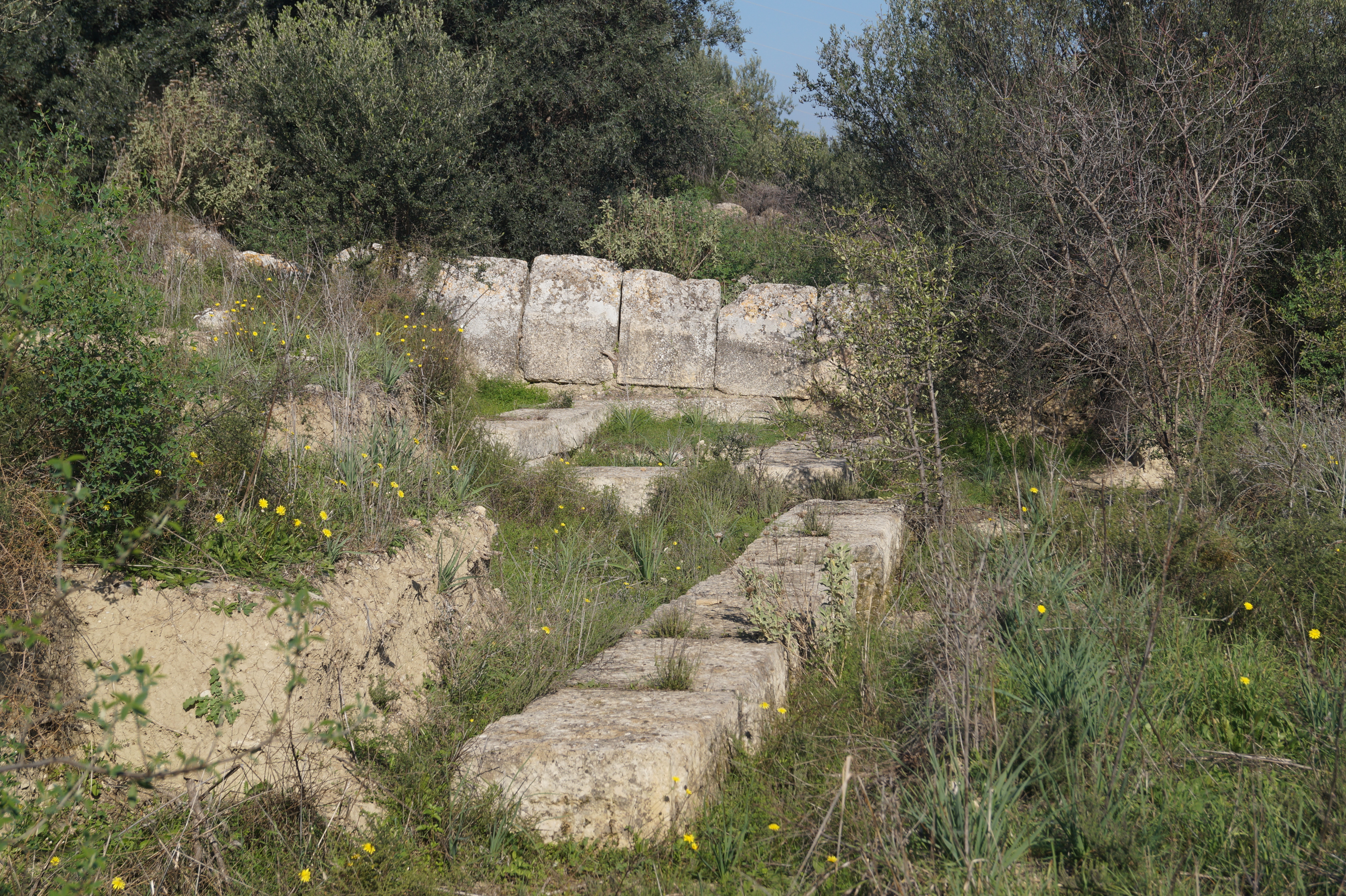
Propylon auf der Unteren Akropolis

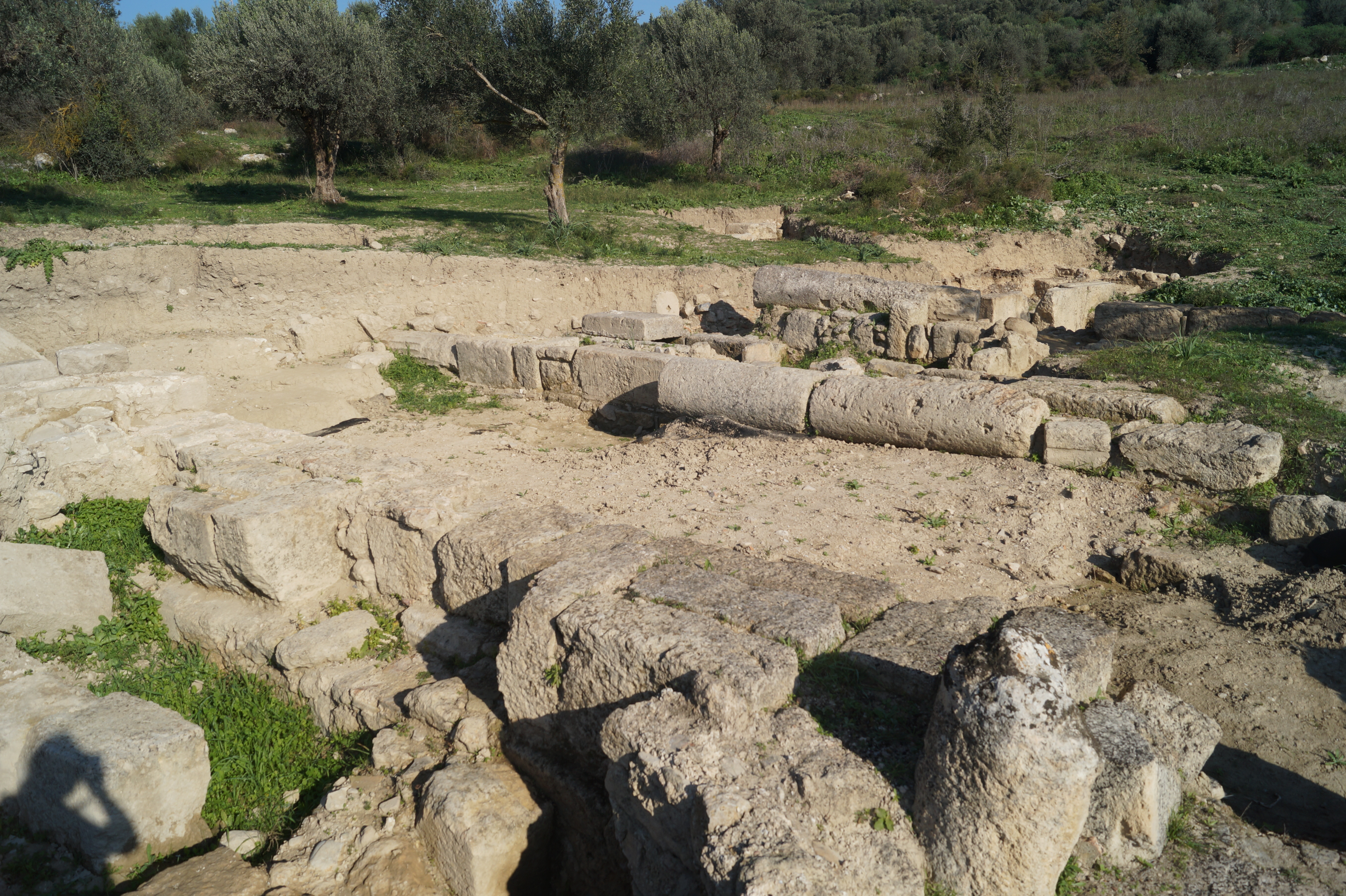
Basilika auf der Agora

Im Osten der Unteren Akropolis fand man ein Heiligtum. Bevor es näher untersucht wurde, hielt man es für den überlieferten Athene-Tempel. Geometrische und archaische Keramik lassen vermuten, dass bereits im 8. oder Anfang des 7. Jahrhunderts hier schon ein Heiligtum stand. Zwischen 600 und 580 v. Chr. errichtete man ein 14,50 × 14 m großes gepflastertes Plateau. Als Untergrund diente eine Kies- gefolgt von einer Lehmschicht. Hierauf setzte man parallel verlaufende Streifenfundamente. Auf diesen Fundamenten verlegte man 1,20 × 0,90 m große und 0,30 m dicke Pflastersteine. Im Nordwesten schloss sich eine etwa 0,60 m höher gelegene und 20 × 2 m große Pflasterung an, die nach Westen verlief. Südlich dieser Pflasterung lag auf einem kleinen Hügel das eigentliche Heiligtum. Es bestand vermutlich nur aus einem Altar, auf dem man unter freiem Himmel opferte. Dieser Bereich wurde jedoch bei späterer Bautätigkeit zerstört. Da man weder entsprechende Fundamente noch Einlassungen fand, kann ausgeschlossen das auf dem Pflaster ein Tempel oder anderes Gebäude stand. Vielmehr diente der gepflasterte Bereich Personen bei der Kulthandlung wie zum Beispiel Musikern und Chören. Im 5. oder 4. Jahrhundert v. Chr. wurde um den Kulthügel eine zweistufig U-förmige Treppe gebaut. In einer Grube fand man Miniaturgefäße und weiteren Kultinventar. Welche Gottheit hier verehrt wurde, konnte bisher noch nicht geklärt werden. Im 6. Jahrhundert n. Chr. wurde auf dem Pflaster eine frühbyzantinische dreischiffige Basilika errichtet. Sie war etwa 31 m lang und 17 m breit, hatte im Westen einen Narthex und Osten einen Drei-Konchen-Chor. Nach der Zerstörung der Basilika folgte in mittelbyzantinischer Zeit eine kleinere Kapelle, von der heute auch nur noch Ruinen vorhanden sind. In ihrem Umfeld gab es zu dieser Zeit eine Siedlung.
Im Nordwesten der Akropolis, wo das Gelände steil nach Osten abfällt, etwa 170 m nördlich des Heiligtums, fand man den sogenannten Terrassenbau. Er besteht aus einem 5,50 × 5,50 m großen Fundament. Dieses gehörte zu einem viersäuligen Propylon in ionischer Ordnung aus hellenistischer Zeit. Durch das Propylon gelangte man in einen westlich gelegenen Peribolos. Hier lag vermutlich ein Heiligtum. Im Süden schließt sich der Steinsockel einer etwa 10,50 m langen Peribolosmauer an. Sie wurde kurze Zeit nach dem Propylon errichtet. Am südlichen Ende der Mauer fand man ein hellenistisches Gebäude, das aus Spolien errichtet war. Östlich und parallel zur Peribolosmauer gab es eine Terrassenmauer, die einen 3,60 m hohen Geländeabfall absicherte.

### Agora
Die Agora von Kleonai lokalisierte man südlich in der Unterstadt nur etwa 100 m nördlich der Stadtmauer. Bereits 1881 fand Johannes Schmidt hier ein Block einer Exedra der die argivischen Bildhauer Xenophilos und Straton nennt, die Ende des 2. und Anfang des 1. Jahrhunderts v. Chr. wirkten. Es wurde bis heute sechs Exedrensteine, die zu drei verschiedenen Exedren gehörten, aufgefunden.
Die ältesten Funde der Agora stammen aus der ersten Hälfte des 5. Jahrhunderts v. Chr. Man fand öffentliche Gebäude und andere Bauwerke mit Bauphasen im 5. und 4. Jahrhundert v. Chr. Aus der Römischen Kaiserzeit fand man Keramik und Severische Münzen und konnte Bautätigkeiten feststellen. Ansonsten sind die Funde aus den ersten vier nachchristlichen Jahrhunderten spärlich. Im 5. Jahrhundert kam es zur erneuten Blüte und auf der Agora entstand eine große Basilika. Für den Bau wurden antike Steinblöcke und Säulen verwendet. Sie wurde nur teilweise freigelegt. Im Osten hatte sie eine Apsis, das Mittelschiff ist mit Steinplatte gepflastert und unter dem Fußboden und im Umfeld fand man einige christliche Gräber. Ende des 7. Jahrhunderts wurde die Agora verlassen.

## Söhne der Stadt
- Timanthes, ein Olympiasieger in Pankration 456 v. Chr.